# 幽玄ノ乱
幽玄ノ乱（ゆうげんのらん）とは音楽ゲーム・太鼓の達人の曲のひとつ。

## 説明
| バージョン                                    | ジャンル         | 難易度 | 最大コンボ数 | 天井スコア |       | 初項  | 公差 |
| --------------------------------------------- | ---------------- | ------ | ------------ | ---------- | ----- | ----- | ---- |
| AC15.4.9SP PS Vita1DL Wii U3SP 3DS3DL PS4 1DL | ナムコオリジナル | ★×10   | 1262         | 1209610点  | +連打 | 290点 | 65点 |
| PS Vita1亜DL                                  | NAMCO原創音樂    | ★×10   | 1262         | 1209610点  | +連打 | 290点 | 65点 |
| iOS AR                                        | ナムコオリジナル | ★×10   | 1262         | 1199750点  | +連打 | 290点 | 60点 |
| 真打                                          |                  |        |              | 1008830点  | +連打 | 790点 | -    |
| AC16.1.0                                      | ナムコオリジナル | ★×10   | 1262         | 1009600点  | +連打 | 800点 | -    |

ドンだー！日本一決定戦2013にて初登場。序盤を除き全体的にBPMが速く、BPMの最大値は300である。
作曲、譜面作成は基本世阿弥(Tatsh)が行ったが、譜面の作成に一部エトウも関わっている。
この曲のおに譜面をフルコンボすると称号「幽玄を極めし者」を獲得できる。
同ゲームの段位道場ではキミドリバージョンからレッドバージョンまで段位道場「達人」の3曲目として、ニジイロバージョンでは2曲目の課題曲として採用された。